# Circo romano de Itálica
El circo romano de Itálica fue construido en la que fue primera ciudad romana en la Hispania romana, Itálica, situada en el actual término municipal de Santiponce (provincia de Sevilla), en Andalucía (España), que fue fundada en el año 206 a. C.

## Historia
No hay datos arqueológicos de su existencia, pero sí musivarios, ya que uno de los principales mosaicos hallados en la ciudad romana en el año 1799, ilustraban los juegos celebrados en el circo y alude, incluso, a los nombres de los principales protagonistas.  El hallazgo de este mosaico hace pensar que Itálica efectivamente tuvo un circo. El mosaico fue reproducido varias veces antes de desaparecer a finales del siglo XIX.